# غوردون إتش ساتو
غوردون إتش ساتو (بالإنجليزية: Gordon H. Sato)‏ هو عالم كيمياء حيوية وكيميائي وأستاذ جامعي أمريكي، ولد في 17 ديسمبر 1927 في لوس أنجلوس في الولايات المتحدة، وتوفي في 31 مارس 2017 في بيفرلي في الولايات المتحدة.